# هرمان اندرلین
هرمان اندرلین (انگلیسی: Hermann Enderlin; ۲۴ سپتامبر ۱۹۰۶ – ۱۸ مهٔ ۱۹۷۳) بازیکن فوتبال بود.
از باشگاه‌هایی که در آن بازی کرده‌است می‌توان به باشگاه فوتبال بازل اشاره کرد.